# Cromwell (poemat)

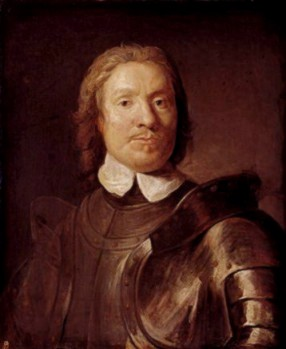
Gaspard de Crayer, Portret Olivera Cromwella

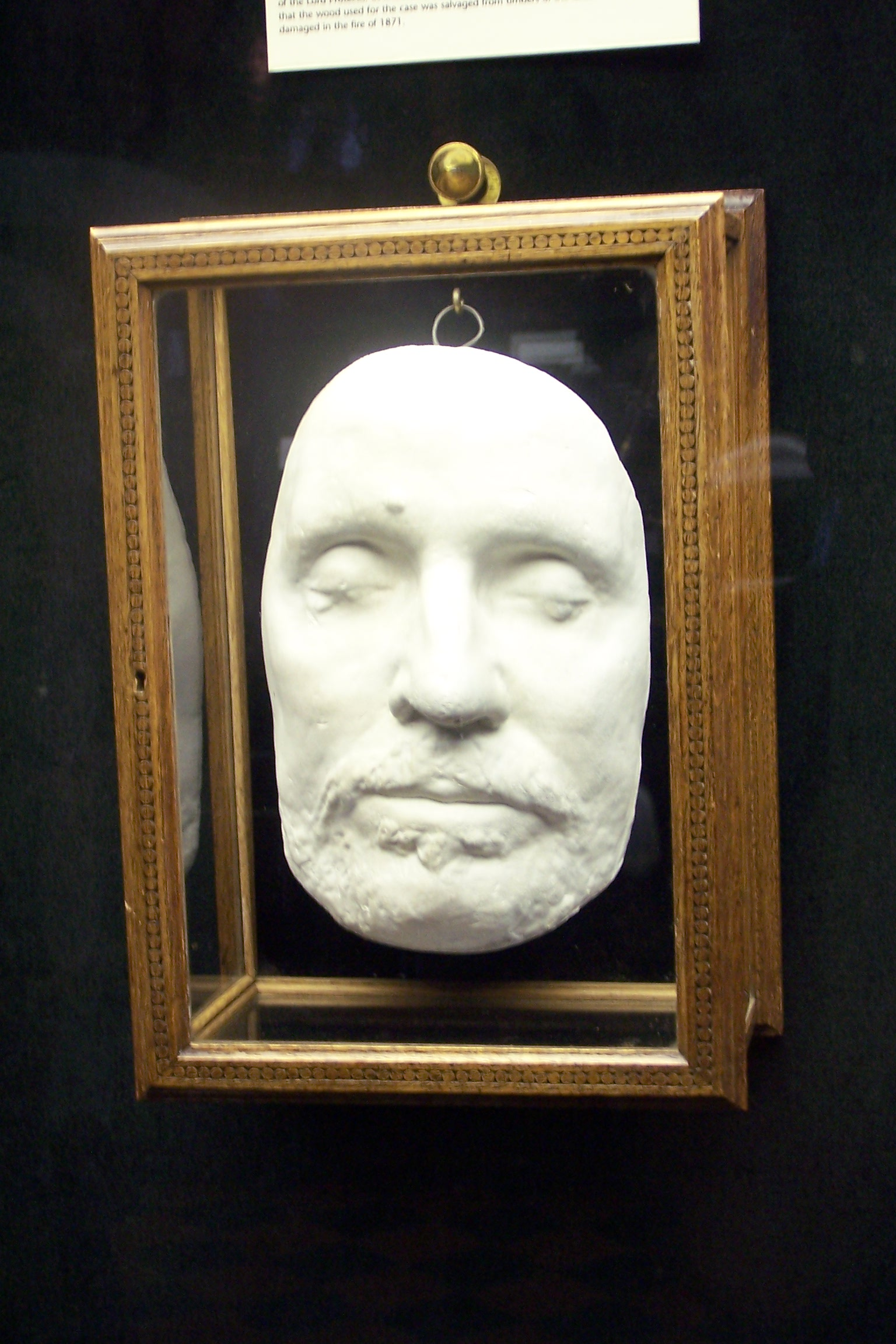
Maska pośmiertna Olivera Cromwella

Cromwell – utwór poetycki dziewiętnastowiecznego angielskiego poety Matthew Arnolda, poświęcony Oliverowi Cromwellowi, republikańskiemu przywódcy z XVII wieku. Poemat powstał w 1843. Został przez młodego wtedy poetę wygłoszony w teatrze w Oksfordzie 28 czerwca tego roku. Za swój utwór poeta został nagrodzony. Sam poemat został opublikowany jeszcze w tym samym roku. Bohaterem jest Lord Protektor Republiki Angielskiej, jeden z najważniejszych przywódców w dziejach Wielkiej Brytanii, postać budząca do dziś sprzeczne uczucia. Dla jednych był on obrońcą wolności, dla innych królobójcą. Utwór przedstawia Cromwella stojącego nad brzegiem Tamizy i obserwującego statki, które mają wyruszyć do Ameryki. Bohater rozważa emigrację, jednak doznaje olśnienia, w którym przekonuje się o swojej historycznej misji. Dlatego decyduje się pozostać w ojczyźnie.
Utwór jest napisany parzyście rymowanym pentametrem jambicznym, czyli dystychem bohaterskim (heroic couplet):

Say not such dreams are idle: for the man
Still toils to perfect what the child began;
And thoughts, that were but outlines, time engraves
Deep on his life; and childhood’s baby waves,
Made rough with care, become the changeful sea,
Stemm’d by the strength of manhood fearlessly;
And fleeting thoughts, that on the lonely wild
Swept o’er the fancy of that heedless child,
Perchance had quicken’d with a living truth
The cold dull soil of his unfruitful youth;